# Споменик Црвеноармејцима на Тргу Републике у Београду
Споменик Црвеноармејцима на Тргу Републике у Београду познат и као Споменик с крстом и петокраком био је јединствени споменик са гробницом те врсте у Србији, изграђен 1944. године на Тргу Републике (тада Позоришном тргу) у Београду, после Другог светског рата у част страдалим црвеноармејцима у Београдској операцији. Био је то првоизграђено спомен обележје у Београду, међу подигнутих 18 великих и 32 мала споменика борцима Црвене армије, од 15. до 30. новембра 1944. године. 
Десет година касније спомен обележје је уклоњено а посмртни остаци црвеноармејаца из гробнице су премештени у новоформирано Гробље ослободилаца Београда.

## Историја
Пошавши од чињенице да су споменици, знаменита места, и меморијали, који су својим садржајем посебно организовани око догађаја или личности које су на кључан начин обележиле историју Београда на крају Другог светског рата, међу ослободиоцима Београда јавила се жеља да се сахраном у спомен костурници и изградњом споменик на централном београдском тргу инкорпорира у памћење становништва, колективни идентитет заједништва Руског и Српског народа у борби против окупатора.
Према писању Политике од 28. октобра 1944. сахрана је обављана у присуству генерала Жданова и Мијалка Тодоровића, политичког комесара Првог корпуса. Јосип Броз није присуствовао, јер је у то време боравио у Вршцу.
Споменик на тада Позоришном тргу а данас Тргу Републике, настао је из два разлога, која су наметнули Совјети, а из политичких разлога прихватила и послератна југословенска власт:
Сахрана бораца везано за место страдања
Вођени овим циљем, само два дана по завршетку борби у Београду, 22. октобра 1944. године, у овој гробници положена су тела 22 бораца Црвене армије погинулих током Београдске операције, 4. гвардијског механизованог корпуса, 236. и 73. стрељачке дивизије.
Испуњавања јавних простора
Велике већине места и градова Србије у којима су совјетски борци пали током окршаја, масовно су 
сахрањивани на централним градским трговима, па је тако и на данашњем Тргу Републике накнадно подигнут бели мермерни споменик на месту покопа црвеноармејаца, чиме је испуњен и овај циљ Совјета.
Након разлаза са Совјетима, с краја 1940-тих споменик је, у политичком смислу, постао непожељан подсетник на поједине ратне епизоде и операције и стога је најчешће занемариван. Међутим до промене статуса према споменику по доношењу Резолуције Информбироа јуна 1948. није дошло, јер је споменика на Тргу Републике, још извесно време остао место сећања и комеморативних пракси организованих поводом дана ослобођења главног града и октобра 1949. и 1950. године.

### Уклањање споменика
Десет година касније, тачније марта 1954. године спомен обележје је уклоњено а посмртни остаци Црвеноармејаца су премештени у новоформирано Гробље ослободилаца Београда, на основу става одређене друштвене групе у Југославији, која је спонтано желела да конструише заједничко сећање, односно памћење, и на тај начин код грађана Србије креира колективно памћење о учешћу Црвеноармејаца у ослобођењу Београда у Другом светском рату, како би се повукла оштра разлика између колективног памћења као друштвене конструкције и писане историје.

## Изглед
Споменик тежак неколико десетина тона направљен је од белог гранита. У облику је заобљене плоче са звездом петокраком на врху и два рељефна стуба и постаментом у три нивоа. Са обе стране мермерне плоче су два четворострана рељефна стуба са крстом испод заравњеног врха.
На гранитној плочи уклесана су  имена  22 погинулих совјетских војника, а изнад њих текст, само на руском језику:
палим у борбама
за слободу и независност

## Значај споменика и његових обележја
На територији Југославије током Другог светског рата погинуло је и преминуло више од 9.000 совјетских бораца.  Овако велики број погинулих наметнуо је, потребу за одговарајућом сахраном, а потом и за обележавањем њихових гробних места. Тако је настала градња, великог броја гробних комплекса – гробаља, парцела, гробница, костурница, споменика6  и надгробника. У њима је учествовало становништво, органи власти, народни одбори, као и совјетска команда.
У том заносу настало је и ово спомен обележје, под којим су сахрањена 22 совјетска војника, као и многа друга на простору Србије која су према традиционалном схватању послератне југословенске власти као однос између историје и памћења, по коме историја треба да буде подсетник, чувар сећања на колективне догађаје који су записани да би се прославили њихови актери, у име потомства којима ти актери треба да буду узор.
Да је подизање овог споменика као и многих других, имало велики значај за послератну југословенску власт, сведочи не само споменик већ и сам чин свечане сахрана која је претходила постављању споменика.
Тог 22. октобра 1944. формирана је погребна поворка с тенковима на којима су били ковчези с телима 22 војника. Двојица совјетских бораца, који су томе присуствовали, записали су у својим мемоарима да је окупљени народ различито реаговао. Једни су, спуштене главе, ћутке одавали пошту, други су с узбуђењем гледали кретање војске, а трећи нису успели да обуздају емоције па су плакали. На свечаној сахрани су говорили генерал Жданов и Мијалко Тодоровић, а био је присутан и Пеко Дапчевић. Потом је обављено ритуално бацање грумена земље у велику раку ископану на тргу.

О значају овог споменика говори и чињеница да је за југословенску страну, овај споменик много значио, поготово у периоду још увек несређеног питања државног уређења, када је имао за циљ представљање спољнополитичке подршке свакако потребне новим властодршцима.
На то указује и чињеница да је први споменик у тек ослобођеној престоници, и то у самом центру града, подигнут управо црвеноармејцима, а не партизанским борцима. Тиме је и у меморијалном аспекту дат приоритет совјетским војницима, чију је представу креирала власт с циљем увођења и ширења комунистичке идеје и изградње новог идентитета.

У том контексту треба гледати и на крст и петокраку на споменику, који према наводима  историчарке Милане Живановићева, није била реткост ни на другим обележјима подигнутим у Србији у част палих црвеноармејаца, недуго после рата. Прецизног објашњења одакле на споменику крст и петокрака нема већ, 
...треба рећи да је у Саборној цркви 12. новембра 1944. служен помен погинулим совјетским и југословенским борцима након ослобођења Београда. То упућује да је однос нових власти према Српској православној цркви и њеном статусу у народу у то време био веома обазрив, па се можда крстови на споменику могу тумачити и у том контексту.

## Спомен обележје
Након реконструкције Трга Републике 2019. године постављена је Спомен-плоча од црног мермера на месту где се налазио споменик. На плочи је уклесан текст следеће садржине:
На овом месту се налазило
спомен обележје и гробница
Црвеноармејцима
погинулим у борбама за
ослобођење
Београда
Посмртни остаци Црвеноармејаца
су пренета на гробље
ослободиоцима Београда, које је
свечано отворено на
десетогодишњицу ослобођења
града 20. октобра 1954.